# Sreća (Hari Mata Hari)
Sreća je jedanaesti album bosanskohercegovačkog sastava pop-rock Hari Mata Hari izdan u lipnju 2009. godine od strane Hayat Productiona i City Recordsa.
Prvi najavni singl, objavljen početkom 2009., bio je duet s Ninom Badrić "Ne mogu ti reći šta je tuga", pjesma s kojom je Hari 2009. godine na 14. Hrvatskom radijskom festivalu osvojio "Grand Prix". Ostali gosti na albumu su Arsen Dedić (duet "Sve smo podijelili"), Slovenska i Zagrebačka filharmonija, zagrebački Big Band i Eldin Huseinbegović (duet "Tvoje je samo to što daš").
Među pjesmama se nalaze i obrada pjesme Nedžada Murića "Stope da ti ljubim" i tradicionalna pjesma "Jutros mi je ruža procvjetala".

## Popis pjesama
1. "Azra" – 4:15
2. "Sreća (Gitara)" – 4:52
3. "Ljubav" – 4:20
4. "Uplakanooka" – 3:15
5. "Tvoje je samo to što daš" – 4:37
6. "U znaku djevice" – 3:02
7. "Ne mogu ti reći šta je tuga" – 3:49
8. "Zaigra srce moje" – 3:47
9. "Sve smo podijelili" – 3:49
10. "Bomba" – 4:05
11. "Stope da ti ljubim" – 3:10
12. "Jutros mi je ruža procvjetala" – 3:16